# Gran Premio motociclistico dell'Indonesia 2023
Il Gran Premio motociclistico dell'Indonesia 2023 è stata la quindicesima prova del motomondiale del 2023. Le vittorie nelle tre classi sono andate a: Jorge Martín nella Sprint e a Francesco Bagnaia nella gara della MotoGP, Pedro Acosta in Moto2 e Diogo Moreira in Moto3.
Per Moreira si tratta della prima vittoria nel motomondiale e riporta il Brasile a vincere una gara nel Motomondiale dopo diciotto anni.

## MotoGP

### Sprint

#### Arrivati al traguardo
| Pos. | Nº | Pilota                | Squadra                     | Motocicletta       | Giri | Tempo     | Griglia | Punti |
| ---- | -- | --------------------- | --------------------------- | ------------------ | ---- | --------- | ------- | ----- |
| 1º   | 89 | Jorge Martín          | Prima Pramac Racing         | Ducati Desmosedici | 13   | 19'49.711 | 6º      | 12    |
| 2º   | 10 | Luca Marini           | Mooney VR46 Racing          | Ducati Desmosedici | 13   | +1.131    | 1º      | 9     |
| 3º   | 72 | Marco Bezzecchi       | Mooney VR46 Racing          | Ducati Desmosedici | 13   | +2.081    | 9º      | 7     |
| 4º   | 12 | Maverick Viñales      | Aprilia Racing              | Aprilia RS-GP      | 13   | +2.720    | 2º      | 6     |
| 5º   | 20 | Fabio Quartararo      | Monster Energy Yamaha       | Yamaha YZR-M1      | 13   | +3.121    | 4º      | 5     |
| 6º   | 49 | Fabio Di Giannantonio | Gresini Racing              | Ducati Desmosedici | 13   | +4.203    | 7º      | 4     |
| 7º   | 23 | Enea Bastianini       | Ducati Lenovo               | Ducati Desmosedici | 13   | +4.981    | 11º     | 3     |
| 8º   | 1  | Francesco Bagnaia     | Ducati Lenovo               | Ducati Desmosedici | 13   | +5.464    | 13º     | 2     |
| 9º   | 43 | Jack Miller           | Red Bull KTM Factory Racing | KTM RC16           | 13   | +7.852    | 10º     | 1     |
| 10º  | 88 | Miguel Oliveira       | CryptoData RNF              | Aprilia RS-GP      | 13   | +8.942    | 12º     |       |
| 11º  | 30 | Takaaki Nakagami      | LCR Honda Castrol           | Honda RC213V       | 13   | +12.034   | 20º     |       |
| 12º  | 5  | Johann Zarco          | Prima Pramac Racing         | Ducati Desmosedici | 13   | +14.015   | 14º     |       |
| 13º  | 37 | Augusto Fernández     | GasGas Factory Racing Tech3 | KTM RC16           | 13   | +14.823   | 18º     |       |
| 14º  | 25 | Raúl Fernández        | CrpytoData RNF              | Aprilia RS-GP      | 13   | +15.699   | 17º     |       |
| 15º  | 21 | Franco Morbidelli     | Monster Energy Yamaha       | Yamaha YZR-M1      | 13   | +23.331   | 15º     |       |
| 16º  | 36 | Joan Mir              | Repsol Honda                | Honda RC213V       | 13   | +24.894   | 19º     |       |
| 17º  | 44 | Pol Espargaró         | GasGas Factory Racing Tech3 | KTM RC16           | 13   | +27.169   | 16º     |       |
| 18º  | 42 | Álex Rins             | LCR Honda Castrol           | Honda RC213V       | 13   | +28.890   | 21º     |       |
| 19º  | 33 | Brad Binder           | Red Bull KTM Factory Racing | KTM RC16           | 13   | +43.090   | 5º      |       |

#### Ritirati
| Nº | Pilota          | Squadra        | Motocicletta  | Giri | Griglia |
| -- | --------------- | -------------- | ------------- | ---- | ------- |
| 41 | Aleix Espargaró | Aprilia Racing | Aprilia RS-GP | 7    | 3º      |
| 93 | Marc Márquez    | Repsol Honda   | Honda RC213V  | 0    | 8º      |

### Gara

#### Arrivati al traguardo
| Pos. | Nº | Pilota                | Squadra                     | Motocicletta       | Giri | Tempo     | Griglia | Punti |
| ---- | -- | --------------------- | --------------------------- | ------------------ | ---- | --------- | ------- | ----- |
| 1º   | 1  | Francesco Bagnaia     | Ducati Lenovo               | Ducati Desmosedici | 27   | 41'20.293 | 13º     | 25    |
| 2º   | 12 | Maverick Viñales      | Aprilia Racing              | Aprilia RS-GP      | 27   | +0.306    | 2º      | 20    |
| 3º   | 20 | Fabio Quartararo      | Monster Energy Yamaha       | Yamaha YZR-M1      | 27   | +0.433    | 4º      | 16    |
| 4º   | 49 | Fabio Di Giannantonio | Gresini Racing              | Ducati Desmosedici | 27   | +6.962    | 7º      | 13    |
| 5º   | 72 | Marco Bezzecchi       | Mooney VR46 Racing          | Ducati Desmosedici | 27   | +11.111   | 9º      | 11    |
| 6º   | 33 | Brad Binder           | Red Bull KTM Factory Racing | KTM RC16           | 27   | +11.228   | 5º      | 10    |
| 7º   | 43 | Jack Miller           | Red Bull KTM Factory Racing | KTM RC16           | 27   | +12.474   | 10º     | 9     |
| 8º   | 23 | Enea Bastianini       | Ducati Lenovo               | Ducati Desmosedici | 27   | +12.684   | 11º     | 8     |
| 9º   | 42 | Álex Rins             | LCR Honda Castrol           | Honda RC213V       | 27   | +22.540   | 21º     | 7     |
| 10º  | 41 | Aleix Espargaró       | Aprilia Racing              | Aprilia RS-GP      | 27   | +30.468   | 3º      | 6     |
| 11º  | 30 | Takaaki Nakagami      | LCR Honda Castrol           | Honda RC213V       | 27   | +30.823   | 20º     | 5     |
| 12º  | 88 | Miguel Oliveira       | CryptoData RNF              | Aprilia RS-GP      | 27   | +36.639   | 12º     | 4     |
| 13º  | 25 | Raúl Fernández        | CryptoData RNF              | Aprilia RS-GP      | 27   | +42.864   | 17º     | 3     |
| 14º  | 21 | Franco Morbidelli     | Monster Energy Yamaha       | Yamaha YZR-M1      | 23   | +4 giri   | 15º     | 2     |

#### Ritirati
| Nº | Pilota            | Squadra                     | Motocicletta       | Giri | Griglia |
| -- | ----------------- | --------------------------- | ------------------ | ---- | ------- |
| 5  | Johann Zarco      | Prima Pramac Racing         | Ducati Desmosedici | 14   | 14º     |
| 89 | Jorge Martín      | Prima Pramac Racing         | Ducati Desmosedici | 13   | 6º      |
| 37 | Augusto Fernández | GasGas Factory Racing Tech3 | KTM RC16           | 11   | 18º     |
| 36 | Joan Mir          | Repsol Honda                | Honda RC213V       | 11   | 19º     |
| 93 | Marc Márquez      | Repsol Honda                | Honda RC213V       | 7    | 8º      |
| 10 | Luca Marini       | Mooney VR46 Racing          | Ducati Desmosedici | 4    | 1º      |
| 44 | Pol Espargaró     | GasGas Factory Racing Tech3 | KTM RC16           | 1    | 16º     |

## Moto2

### Arrivati al traguardo
| Pos. | Nº | Pilota              | Squadra                        | Motocicletta | Giri | Tempo     | Griglia | Punti |
| ---- | -- | ------------------- | ------------------------------ | ------------ | ---- | --------- | ------- | ----- |
| 1º   | 37 | Pedro Acosta        | Red Bull KTM Ajo               | Kalex        | 22   | 34'51.641 | 4°      | 25    |
| 2º   | 40 | Arón Canet          | Pons Wegow Los40               | Kalex        | 22   | +2.044    | 1º      | 20    |
| 3º   | 14 | Fermín Alderguer    | CAG SpeedUp                    | Boscoscuro   | 22   | +4.716    | 5°      | 16    |
| 4º   | 96 | Jake Dixon          | Inde GasGas Aspar M2           | Kalex        | 22   | +9.082    | 7°      | 13    |
| 5º   | 18 | Manuel González     | Correos Prepago Yamaha VR46    | Kalex        | 22   | +9.309    | 2°      | 11    |
| 6º   | 96 | Tony Arbolino       | Elf Marc VDS Racing            | Kalex        | 22   | +11.721   | 10°     | 10    |
| 7º   | 35 | Somkiat Chantra     | Idemitsu Honda Team Asia       | Kalex        | 22   | +13.181   | 6°      | 9     |
| 8°   | 11 | Sergio García       | Pons Wegow Los40               | Kalex        | 22   | +15.095   | 12°     | 8     |
| 9º   | 16 | Joe Roberts         | Italtrans Racing               | Kalex        | 22   | +18.296   | 11°     | 7     |
| 10º  | 22 | Sam Lowes           | Elf Marc VDS Racing            | Kalex        | 22   | +19.165   | 8°      | 6     |
| 11º  | 71 | Dennis Foggia       | Italtrans Racing               | Kalex        | 22   | +19.589   | 16°     | 5     |
| 12º  | 64 | Bo Bendsneyder      | Pertamina Mandalika SAG        | Kalex        | 22   | +19.853   | 13°     | 4     |
| 13º  | 15 | Darryn Binder       | Liqui Moly Husqvarna Intact GP | Kalex        | 22   | +19.986   | 20°     | 3     |
| 14º  | 23 | Taiga Hada          | Pertamina Mandalika SAG        | Kalex        | 22   | +21.904   | 24°     | 2     |
| 15º  | 75 | Albert Arenas       | Red Bull KTM Ajo               | Kalex        | 22   | +23.032   | 14°     | 1     |
| 16º  | 24 | Marcos Ramírez      | OnlyFans American Racing       | Kalex        | 22   | +27.129   | 17°     |       |
| 17º  | 79 | Ai Ogura            | Idemitsu Honda Team Asia       | Kalex        | 22   | +29.275   | 19°     |       |
| 18º  | 17 | Álex Escrig         | Forward Team                   | Forward      | 22   | +31.577   | 21°     |       |
| 19º  | 33 | Rory Skinner        | OnlyFans American Racing       | Kalex        | 22   | +32.869   | 28°     |       |
| 20º  | 52 | Jeremy Alcoba       | QJMotor Gresini                | Kalex        | 22   | +34.613   | 15°     |       |
| 21º  | 28 | Izan Guevara        | Tensite GasGas Aspar           | Kalex        | 22   | +36.857   | 27°     |       |
| 22º  | 3  | Lukas Tulovic       | Liqui Moly Husqvarna Intact GP | Kalex        | 22   | +42.548   | 26°     |       |
| 23°  | 43 | Lorenzo Baldassarri | Fantic Racing                  | Kalex        | 22   | +44.646   | 25°     |       |
| 24°  | 9  | Mattia Casadei      | Fantic Racing                  | Kalex        | 22   | +50.906   | 30°     |       |
| 25°  | 21 | Alonso López        | CAG SpeedUp                    | Boscoscuro   | 21   | +1 giro   | 18°     |       |

### Ritirati
| Nº | Pilota                  | Squadra                     | Motocicletta | Giri | Griglia |
| -- | ----------------------- | --------------------------- | ------------ | ---- | ------- |
| 7  | Barry Baltus            | Fieten Olie Racing GP       | Kalex        | 12   | 23°     |
| 84 | Zonta van den Goorbergh | Fieten Olie Racing GP       | Kalex        | 8    | 9°      |
| 5  | Kōta Nozane             | Correos Prepago Yamaha VR46 | Kalex        | 4    | 29°     |
| 12 | Filip Salač             | QJMotor Gresini             | Kalex        | 1    | 3°      |
| 67 | Alberto Surra           | Forward Team                | Forward      | 0    | 22°     |

## Moto3

### Arrivati al traguardo
| Pos. | Nº | Pilota                | Squadra                        | Motocicletta  | Giri | Tempo     | Griglia | Punti |
| ---- | -- | --------------------- | ------------------------------ | ------------- | ---- | --------- | ------- | ----- |
| 1º   | 10 | Diogo Moreira         | MT Helmets - MSI               | KTM RC 250 GP | 20   | 33'19.002 | 1°      | 25    |
| 2°   | 80 | David Alonso          | Gaviota GasGas Aspar           | Gas Gas       | 20   | +0.107    | 3°      | 20    |
| 3º   | 44 | David Muñoz           | Boé Motorsports                | KTM RC 250 GP | 20   | +0.130    | 10°     | 16    |
| 4°   | 95 | Collin Veijer         | Liqui Moly Husqvarna Intact GP | Husqvarna     | 20   | +0.190    | 4°      | 11    |
| 5º   | 99 | José Antonio Rueda    | Red Bull KTM Ajo               | KTM RC 250 GP | 20   | +0.483    | 16°     | 11    |
| 6º   | 5  | Jaume Masiá           | Leopard Racing                 | Honda NSF250R | 20   | +.0544    | 2°      | 10    |
| 7º   | 72 | Taiyo Furusato        | Honda Team Asia                | Honda NSF250R | 20   | +0.811    | 6°      | 9     |
| 8º   | 53 | Deniz Öncü            | Red Bull KTM Ajo               | KTM RC 250 GP | 20   | +0.855    | 5°      | 8     |
| 9º   | 48 | Iván Ortolá           | Angeluss MTA                   | KTM RC 250 GP | 20   | +1.164    | 12º     | 7     |
| 10º  | 82 | Stefano Nepa          | Angeluss MTA                   | KTM RC 250 GP | 20   | +1.253    | 9°      | 6     |
| 11º  | 18 | Matteo Bertelle       | Rivacold Snipers               | Honda NSF250R | 20   | +1.346    | 8°      | 5     |
| 12º  | 27 | Kaito Toba            | SIC58 Squadra Corse            | Honda NSF250R | 20   | +1.447    | 22°     | 4     |
| 13º  | 54 | Riccardo Rossi        | SIC58 Squadra Corse            | Honda NSF250R | 20   | +1.815    | 20°     | 3     |
| 14º  | 96 | Daniel Holgado        | Red Bull KTM Tech3             | KTM RC 250 GP | 20   | +4.018    | 7°      | 2     |
| 15º  | 6  | Ryusei Yamanaka       | Gaviota GasGas Aspar           | Gas Gas       | 20   | +9.094    | 19°     | 1     |
| 16º  | 66 | Joel Kelso            | CFMoto Racing PrüstelGP        | CFMoto        | 20   | +9.404    | 13°     |       |
| 17º  | 93 | Fadillah Arbi Aditama | Honda Team Asia                | Honda NSF250R | 20   | +12.750   | 15°     |       |
| 18º  | 71 | Ayumu Sasaki          | Liqui Moly Husqvarna Intact GP | Husqvarna     | 20   | +19.692   | 11°     |       |
| 19º  | 43 | Xavier Artigas        | CFMoto Racing PrüstelGP        | CFMoto        | 20   | +19.733   | 26°     |       |
| 20º  | 7  | Filippo Farioli       | Red Bull KTM Tech3             | KTM RC 250 GP | 20   | +27.823   | 27°     |       |
| 21º  | 9  | Nicola Fabio Carraro  | Rivacold Snipers               | Honda NSF250R | 20   | +27.950   | 23°     |       |
| 22º  | 70 | Joshua Whatley        | VisionTrack Racing             | Honda NSF250R | 20   | +28.040   | 18°     |       |
| 23º  | 20 | Lorenzo Fellon        | CIP Green Power                | KTM RC 250 GP | 20   | +28.091   | 24º     |       |
| 24º  | 63 | Syarifuddin Azman     | MT Helmets - MSI               | KTM RC 250 GP | 20   | +28.221   | 28°     |       |
| 25º  | 64 | Mario Aji             | Honda Team Asia                | Honda NSF250R | 20   | +28.454   | 21°     |       |
| 26º  | 12 | Noah Dettwiler        | CFMoto Racing PrüstelGP        | CFMoto        | 20   | +39.844   | 29°     |       |

### Ritirati
| Nº | Pilota           | Squadra            | Motocicletta  | Giri | Griglia |
| -- | ---------------- | ------------------ | ------------- | ---- | ------- |
| 19 | Scott Ogden      | VisionTrack Racing | Honda NSF250R | 11   | 17°     |
| 31 | Adrián Fernández | Leopard Racing     | Honda NSF250R | 9    | 14°     |
| 22 | Ana Carrasco     | Boé Motorsports    | KTM RC 250 GP | 3    | 25°     |